# Räddningsstation Siljan/Runn
Räddningsstation Siljan/Runn Sjöräddningssällskapets 70 räddningsstation. Stationen har 4st bryggor, 2st i Runn, 1st i Siljan och 1st i Barken. I Runn är bryggorna placerade i Falu Båtklubb och i Ornäs båtklubb. I Siljan finns bryggan i Övermo och i Barken så finns bryggan i Smedjebackens hamn. 
Räddningsstation Siljan/Runn grundades 2014 och blev en fullvärdig räddningsstation 2017. Stationen genomför räddningsresurser över flera delar av Dalarna, med båtar stationerade i sjöarna Siljan, Runn och Barken. Den har omkring 50 frivilliga.

## Räddningsfarkoster
- Rescue Leksands Sparbank 2, en 6,8 meter lång Arctic 23 RBB-båt från 2018, stationerad i Siljan
- Rescue Dalarnas Försäkringsbolag, en 6,8 meter lång Arctic 23, tillverkad 2021, stationerad i Runn
- Rescue 5-26, en 5,2 meter lång öppen vattenjetbåt från Nordic Rescue från 2022, en ombyggd Buster LX, stationerad i Barken
- Rescue Leksands Sparbank 1, en 5,2 meter lång öppen båt från Nordic Rescue från 2018
- 3-27 Rescuerunner Sjökulla från 2017

Räddningsstation Siljan/Runns två Arctic 23 är utrustade med dubbla utombordsmotorer på 100 hk vardera och en högsta hastighet på 34 knop. De är utrustade med en brand-/länspump, sjukvårdsmaterial som hjärtstartare, bogserlina samt ytbärgarutrustning. De är bemannade med minst två personer, oftast tre–fyra personer.